# Yohl Ik’nal

Umzeichnung einer Namensnennung von Yohl Ik’nal

Yohl Ik’nal († 4. November 604) war eine Herrscherin (Ajaw) der Maya-Stadt Palenque. Sie regierte vom 23. Dezember 583 bis zu ihrem Tod. Sie war die erste Frau auf dem Thron von Palenque.

## Herkunft und Familie
Wann Yohl Ik’nal geboren wurde, ist nicht bekannt. Auch ihre familiäre Herkunft ist unklar. Da Frauen während der klassischen Periode der Maya-Geschichte nur sehr selten auf den Thron gelangten, dürfte der Grund für ihre Machtübernahme in ihrer Zugehörigkeit zur Herrscherdynastie gelegen haben. Am wahrscheinlichsten ist, dass sie die Tochter oder die Schwester ihres Vorgängers Kan Bahlam I. war, der ohne männliche Erben starb. Allerdings gibt es hierfür bislang keine Belege. Auch das familiäre Verhältnis zu ihrem Nachfolger Ajen Yohl Mat ist unklar, möglicherweise war er ihr Sohn. Während dessen Regierungszeit spielte ein Janaab Pakal eine bedeutende Rolle. Über ihn ist kaum etwas bekannt. Er könnte ein weiterer Sohn oder ein Gemahl von Yohl Ik’nal gewesen sein.

## Regierungszeit
Yohl Ik’nal bestieg den Thron am 23. Dezember 583 (Lange Zählung 9.7.10.3.8, Kalenderrunde 9 Lamat 1 Muwan). Auf einer Inschrift im Tempel der Inschriften in Palenque werden zwei bedeutende Ereignisse aus ihrer Regierungszeit genannt. Am 20. August 593 (9.8.0.0.0) fanden Feierlichkeiten zum Ende einer Kalenderperiode statt. Das zweite Ereignis war eine schwere militärische Niederlage Palenques gegen Calakmul. Dessen Herrscher „Schleifen-Schlange“ führte seine Truppen über 200 Kilometer weit und drang am 23. April 599 (9.8.5.13.8, 6 Lamat 1 Sip) bis ins Zentrum von Palenque ein. Die Stadt erlitt hierbei große Zerstörungen. Die Inschrift berichtet davon, dass die drei Schutzgottheiten Palenques niedergeworfen wurden, was entweder als Sinnbild für die Niederlage stehen kann oder für eine tatsächliche Zerstörung der Götterbilder Palenques.
Am 16. Mai 603 (9.8.9.15.11, 7 Chuwen 4 Sotz') kam es zu einem weiteren Überfall auf Palenque, dieses Mal durch Bonampak, was aus einer dort gefundenen Inschrift hervorgeht. Es gibt allerdings keinerlei Hinweise, dass Bonampak jemals Macht über Palenque ausübte. Es dürfte sich daher um einen rein opportunistischen Überfall gehandelt haben, der die Schwäche Palenques nach der schweren Niederlage gegen Calakmul ausnutzte.
Yohl Ik’nal starb am 4. November 604 (9.8.11.6.12, 2 Eb' 20 Keh). Am 1. Januar 605 folgte ihr Ajen Yohl Mat auf den Thron.